# Pantoporia paragordia
Pantoporia paragordia är en fjärilsart som beskrevs av Semper 1889. Pantoporia paragordia ingår i släktet Pantoporia och familjen praktfjärilar. Inga underarter finns listade i Catalogue of Life.